# Madżid Torkan
Madżid Torkan (pers. مجيد تركان; ur. 15 listopada 1964) – irański zapaśnik w stylu wolnym. Dwukrotny olimpijczyk. Siódmy w Barcelonie 1992. Odpadł w eliminacjach w Seulu 1988. Startował w kategorii 52 kg.
Czterokrotny uczestnik mistrzostw świata, zdobył trzy medale. Złoty w 1990, srebrny w 1995 i brązowy w 1989.
Pierwszy w igrzyskach azjatyckich w 1986 i czwarty w 1982. Czterokrotny medalista mistrzostw Azji, zdobył trzy złote medale w 1983, 1989 i 1991 roku.